# Dytiscus
Dytiscus (z řeckého δυτικός, „umí se potápět“) je rod dravých brouků z čeledi potápníkovití (Dytiscidae), žijících v mokřinách a rybnících, kde jako dravci mohou účinně redukovat stavy larev komárů. Český rodový název je potápník. Jsou štíhlí, obvykle kolem 4 cm dlouzí a mají šest noh.

## Vývojový cyklus
Dospělí brouci a jejich larvy jsou vodními živočichy, ale kukla tráví celou část svého vývojového stadia v zemi. Samičky brouka kladou svá vajíčka do vodních rostlin jako je rákosí. Po třech týdnech se z vajíček líhnou larvy, které jsou protáhlé, mají zploštělou hlavu a silná kusadla. Larvy jsou dravé a jejich kusadla mají na vnitřní straně rýhu, přes kterou mohou nasávat tělní tekutiny svých obětí. Larvy nabírají z povrchu vodní hladiny vzduch, pomocí chloupků na konci zadečku, který pak pod vodou postupně spotřebovávají. Jakmile larva doroste do určité velikosti, vylézá z vody ven a v zemi se zakukluje.

## Evropské druhy

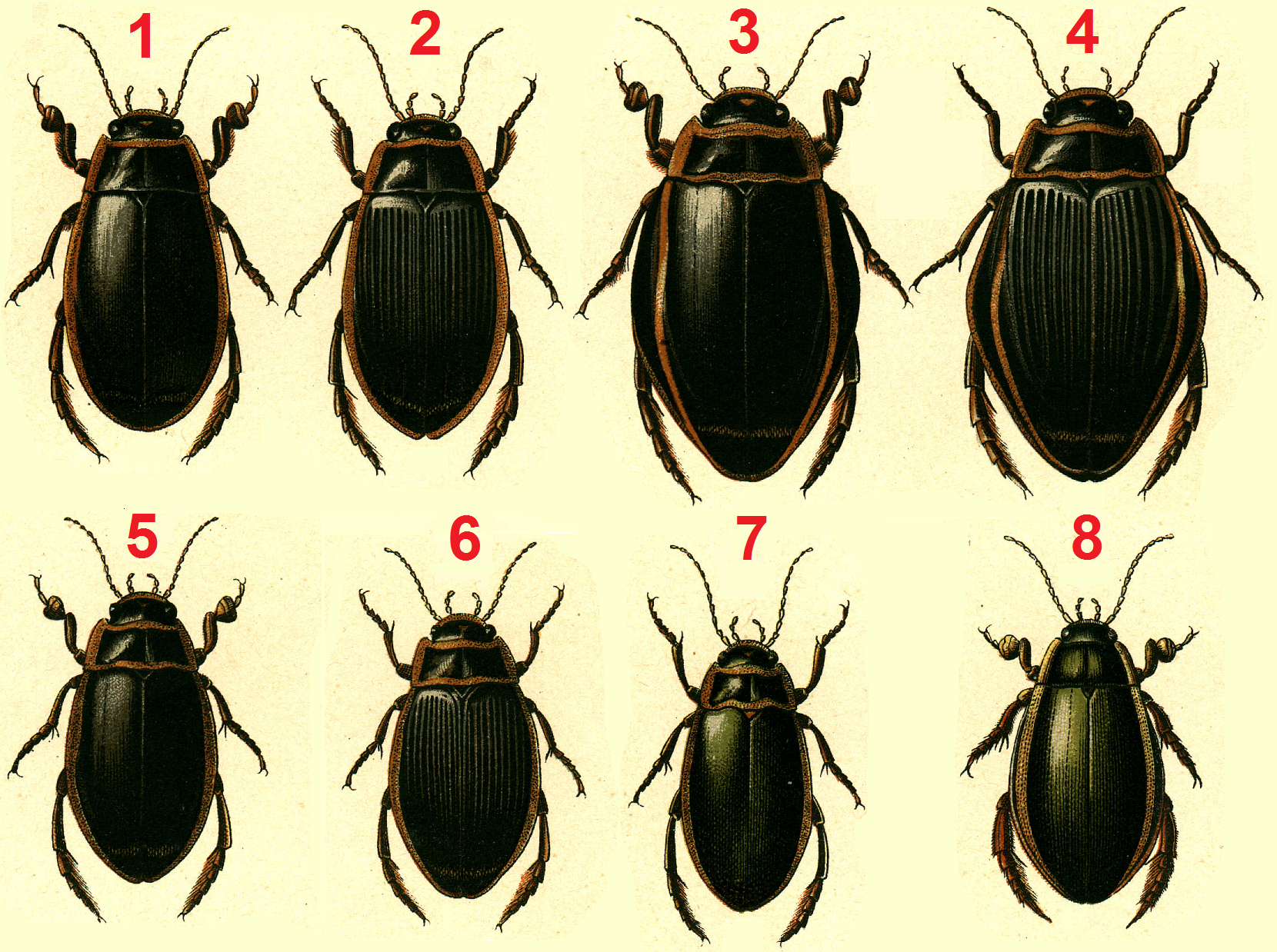
Čtyři druhy rodu Dytiscus a Cybister lateralimarginalis:
1 = Dytiscus dimidiatus samec
2 = Dytiscus dimidiatus samice
3 = Dytiscus latissimus samec
4 = Dytiscus latissimus samice
5 = Dytiscus marginalis samec
6 = Dytiscus marginalis samice
7 = Dytiscus circumflexus samice
8 = Cybister lateralimarginalis samec

- Dytiscus circumcinctus Ahrens, 1811
- Dytiscus circumflexus Fabricius, 1801
- Dytiscus dimidiatus Bergsträsser, 1778 – potápník prostřední
- Dytiscus lapponicus Gyllenhal, 1808
- Dytiscus latissimus Linnaeus, 1758 – potápník široký
- Dytiscus marginalis Linnaeus, 1758 – potápník vroubený
- Dytiscus mutinensis Branden, 1885
- Dytiscus persicus Wehncke, 1876
- Dytiscus pisanus Laporte de Castelnau, 1835
- Dytiscus semisulcatus O. F. Müller, 1776
- Dytiscus thianschanicus (Gschwendtner, 1923)

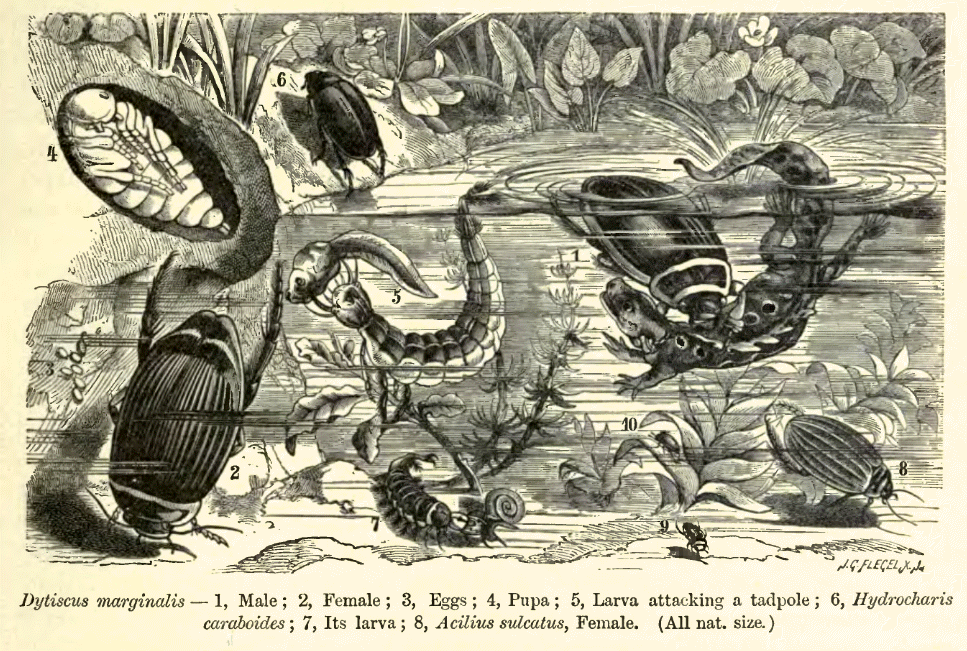
Obrázek vývojového cyklu brouka druhu Dytiscus marginalis
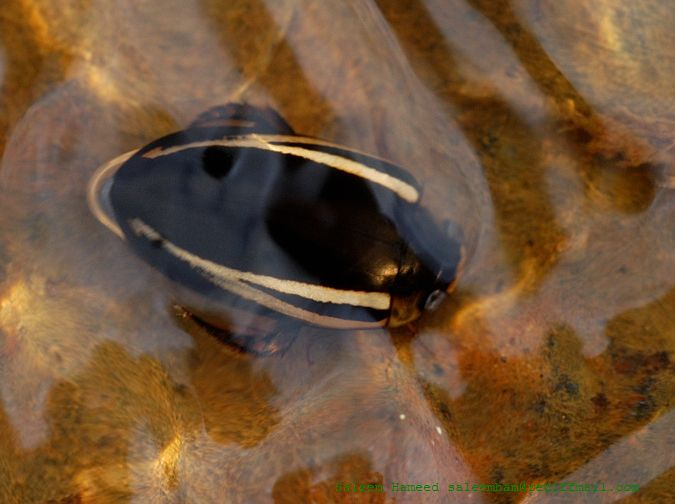
Plavání pod vodou
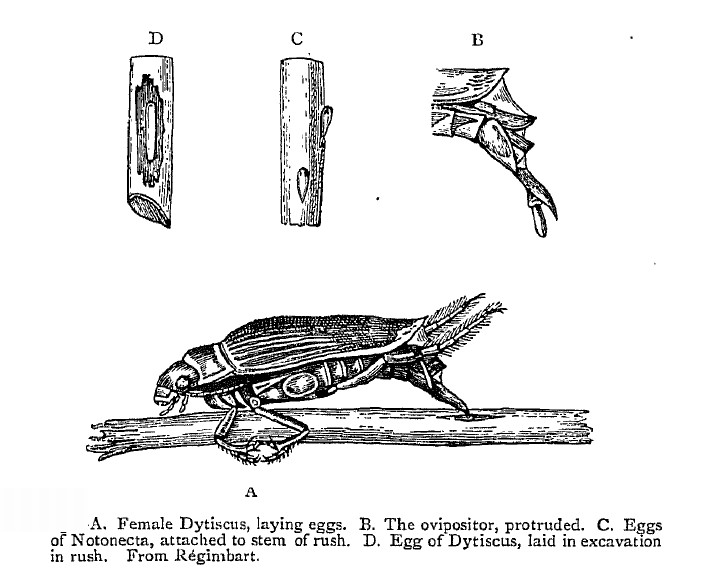
Kladení vajíček
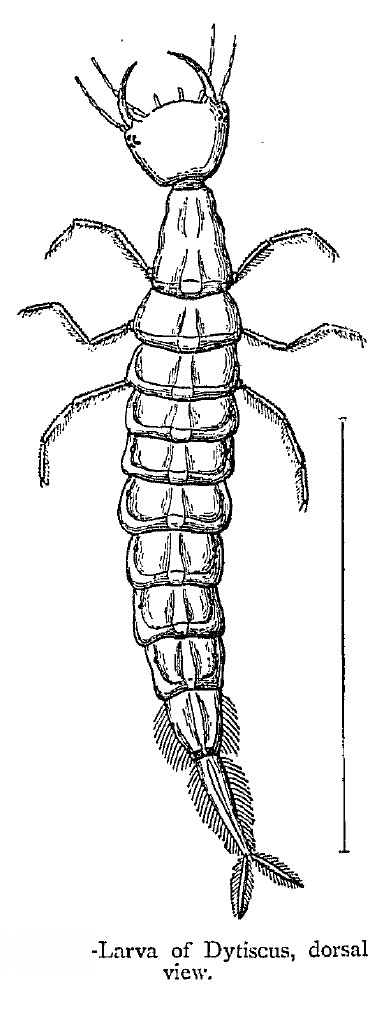
Larva
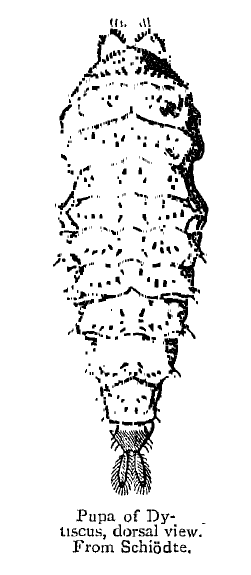
Kukla
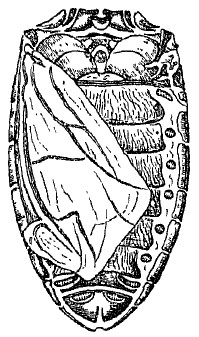
Průduchy pod krovkami
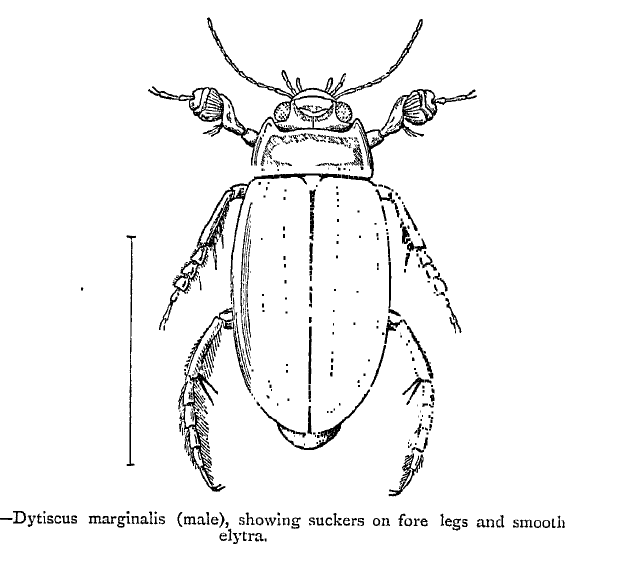
Samec s přísavkami na předních nohách